# William Lipscomb
William Nunn Lipscomb, Jr (Cleveland, Ohio, 9 de diciembre de 1919-Cambridge, Massachusetts, 14 de abril de 2011) fue un químico y profesor universitario estadounidense galardonado con el Premio Nobel de Química de 1976.

## Biografía
Estudió en la Universidad de Kentucky y se doctoró en el Instituto Tecnológico de California en 1946. Fue profesor de química inorgánica en la Universidad de Minnesota y de esta misma disciplina en la de Harvard desde 1959.

## Investigaciones científicas
Especialista en química experimental y teórica, así como en bioquímica, Lipscomb ha utilizado técnicas de difracción de rayos X en el estudio de las enzimas de la concavalina y el glucagón entre otras. También ha estudiado los hidruros de boro o boranos, desarrollando una teoría de los enlaces interatómicos que explica la estructura poliédrica de estos compuestos químicos.
En 1976 fue galardonado con el Premio Nobel de Química por sus trabajos sobre la estructura de los boranos. Fue elegido para la Academia Nacional de Ciencias de Estados Unidos en 1961.